# Betta chini
Бійцівська рибка Чина (Betta chini) — тропічний прісноводний вид риб з родини осфронемових (Osphronemidae), підродина макроподових (Macropodusinae).
Був описаний 1993 року й отримав назву на честь іхтіолога Чина (Phui Kong Chin).
Належить до групи видів Betta akarensis, яка включає B. akarensis, B. balunga, B. chini, B. pinguis, B. ibanorum, B. aurigans, B. obscura.

## Опис
Betta chini — один з найменших видів групи B. akarensis. Максимальний відомий розмір — 62,5 мм стандартної (без хвостового плавця) довжини. Загальна довжина становить 137,2-144,6 %, а висота тіла біля початку спинного плавця 26,3-29,0 % стандартної довжини. Тіло міцне, профіль спини випуклий.
Довжина голови становить 31,4-33,3 % стандартної довжини, діаметр орбіт очей 26,2-30,8 %, міжорбітальна відстань 29,3-37,7 %, довжина нижньої щелепи 25,8-31,5 % довжини голови.
Хвостовий плавець ланцетний, спинний та анальний загострені, черевні нитчасті. В анальному плавці 2 твердих і 24-28 м'яких променів (всього 26-30), преанальна (до початку плавця) довжина становить 42,6-45,7 %, довжина основи плавця 54,8-58,5 % стандартної довжини. В спинному плавці 1 твердий і 7-9 м'яких променів, всього 8-10, довжина основи плавця становить 11,0-14,0 %, а предорсальна (до початку плавця) довжина 64,5-69,8 % стандартної довжини. В грудних плавцях по 12-13 променів. У самців плавці трохи довші.
Хребців 29-31, бічних лусок 30-31.
Ця риба має темні лусочки зі світлими блакитно-білими блискучими краями. Широка чорна смужка починається за очима й тягнеться до низу основи хвостового плавця. Над нею проходить ще одна, також добре помітна, але вужча, смужка, що починається за зябровими кришками й іде до верху основи хвостового плавця. Коротка чорна смужка починається на губах і проходить через око до краю зябрових кришок. Ще декілька чорних смужок та цяток розташовано в нижній частині голови. Райдужна оболонка ока жовта.
Всі плавці мають білі краї, непарні плавці вкриті крихітними чорними крапочками.
Під час залицяння забарвлення самців посилюється, голова стає майже чорною, тіло темно-коричневим, а плавці — глибокого винно-червоного кольору. Самка ж стає темною зверху й світлою знизу, з двома горизонтальними смужками.

## Поширення
Betta chini походить із Сабаху, обмежується торфовими болотами в окрузі Бофорт (малай. Beaufort), що на заході цього малайзійського штату. Район розташований біля морського узбережжя, через реалізацію проєктів розвитку та розчищення земель для ведення сільського господарства майже всі первинні ліси тут були знищені. Річки в цій місцевості є переважно чорноводними, але навколо них розкинулись плантації каучуку та олійної пальми. Невеличкі залишкові чорноводні біотопи — це все, що лишилося від природного ареалу виду. Розрахункова територія поширення становить 124 км².
Зразки Betta chini були зібрані на мілководді (глибина менше 50 см) в сильно пошкоджених і засмічений торфових болотах, де здійснювалось вирубування лісу. Дно складалося з глини, вкритої галькою, опалими гілочками та листям дерев, детритом, торфом. Вода на той час була нерухомою, на колір темною, як кава, температура становила 26,5 °C, показник pH 4,5-5,0, а кальцієво-магнієва твердість — менше 3°.
В місцевих чорноводних водоймах зустрічаються також Rasbora einthovenii, Rasbora caudimaculata, Puntius sealei, Paraluciosoma sumatrana, Trichopodus trichopterus, Luciocephalus pulcher, Clarias teijsmanni.
Вид оцінюється як такий, що перебуває під загрозою вимирання. Підставою для цього є його обмежене поширення, деградація та знищення природних середовищ існування. Через сильну пожежу 1998 року в районі Бофорта сталося сильне спустошення лісового болотного середовища. Існувала підозра, що вид взагалі міг зникнути. Спеціальний пошук Betta chini, проведений в 2005 році, виявив, що в цій місцевості майже не лишилося природних середовищ існування виду. Проте риб все ж вдалося знайти, хоча чисельність їх виявилася дуже малою. У кінці 2010-х років була зібрана свіжа колекція зразків B. chini в заповіднику Кліас (англ. Klias Forest Reserve), де була виявлена життєздатна популяція виду.

## Утримання в акваріумі
Бійцівську рибку Чина іноді тримають в акваріумах. Загалом це спокійний вид, який найкраще утримувати невеликими групами. Агресивна поведінка виявляється лише під час розмноження й різниться залежно від конкретної особини. Використовують акваріуми місткістю близько 75 літрів з густою рослинністю. Рекомендується саджати плавучі поверхневі рослини, вони затіняють акваріум, і риби в таких умовах відчувають безпеку. Вода має бути трохи кислою (рН 5,5-6,5). Годують риб лише дрібними живими та замороженими кормами, сухі корми часто викликають забруднення води.
Батьківське піклування в Betta chini полягає в інкубації ікри в роті.
Нересту передує декілька годин вдаваних спаровувань. Після цього риби переходять до відкладання ікри, яке може тривати весь наступний день. Самка збирає ротом кожну порцію ікринок і випльовує їх самцеві. Якщо той виявиться недостатньо вправним і не підбере ікру, самка підхоплює її знову, а тоді повторює спробу передати її самцеві. Врешті-решт всі ікринки опиняються в роті у самця. Після закінчення нересту він займається інкубацією ікри. Трапляється, що недосвідчені самці з'їдають перші виводки, але набувши досвіду, надалі вони успішно виношують потомство.
Через 12 днів після нересту самець випускає 40-50 мальків розміром 6 мм завдовжки. Вони відразу беруть живі наупліуси артемій. З цього моменту самець втрачає інтерес до потомства, але мальки можуть залишатися в одному акваріумі з батьками, Betta chini не виявляє канібалізму.